# Лозове (Ішимський район)
Лозове́ (рос. Лозовое) — селище у складі Ішимського району Тюменської області, Росія.
Населення — 452 особи (2010, 432 у 2002).
Національний склад станом на 2002 рік:
- росіяни — 92 %